# John Stones
John Stones (Barnsley, el 28 de maig de 1994) és un jugador de futbol anglès juga amb el Manchester City i la selecció anglesa. És principalment un defensa central, que també pot jugar com a lateral dret.
John Stones va començar la seva carrera amb el Barnsley, fent el seu debut en el primer equip en el Campionat al març de 2012 quan tenia 17 anys. Es va unir al club de la Premier League, l'Everton el gener de 2013 i va acumular 95 aparicions en quatre temporades. L'agost de 2016, va signar amb el Manchester City. Va guanyar la Premier League i la Copa EFL en 2018.
John Stones va fer el seu debut com a jugador professional a Anglaterra, al maig de 2014, després d'haver estat coronat prèviament pels equips juvenils d'Anglaterra en els nivells sub-19, sub-20 i sub-21. Va ser triat en els equips d'Anglaterra per a la UEFA Euro 2016 i la Copa Mundial de la FIFA 2018.

## Palmarès
Manchester City
- 1 Campionat del Món de Clubs: 2023
- 1 Lliga de Campions de la UEFA: 2022-23
- 1 Supercopa d'Europa: 2023
- 6 Lligues angleses: 2017-18, 2018-19, 2020-21, 2021-22, 2022-23, 2023-24
- 2 Copes angleses: 2018-19, 2022-23
- 4 Copes de la lliga anglesa: 2017-18, 2018-19, 2019-20, 2020-21
- 2 Community Shield: 2018, 2019